# أورسولا ريختر
أورسولا ريختر (بالألمانية: Ursula Richter)‏ هي ضابطة استخبارات ألمانية، ولدت في 18 أبريل 1933، وتوفيت في 2002 في Köpenick ‏ في ألمانيا.